# The Sash My Father Wore and Other Stories
The Sash My Father Wore and Other Stories är indiegruppen ballboys tredje studioalbum, släppt 2003. Albumet är släppt genom SL Records och är 38 minuter långt.

## Låtlista
1. Welcome to Växjö
2. I Gave Up My Eyes to a Man Who Was Blind
3. Tell Me
4. Stronger Hearts Than Mine Lie Empty
5. The Sash My Father Wore
6. You Should Fall In Love With Me
7. Dutch Trance
8. Kiss Me, Hold Me and Eat Me
9. Born in the USA
10. I Need Two Hearts
11. Past Lovers